# Traben-Trarbach
Traben-Trarbach est une municipalité allemande de l'arrondissement de Bernkastel-Wittlich, en Rhénanie-Palatinat. Elle est le chef-lieu de la commune fusionnée homonyme.

## Géographie
Traben-Trarbach est située au bord d'une boucle de la Moselle, à environ 15 km à l'est de Wittlich et à 5 km au nord-est de Bernkastel-Kues. Trèves se trouve à 40 km au sud-ouest en amont de la Moselle et Coblence à 60 km au nord-est de la ville en aval de la rivière. L'aéroport de Francfort-Hahn est situé à 10 km à l'est de la ville dans le Hunsrück (toutes les distances sont à vol d'oiseau).

## Histoire
La ville tire son nom des villages de Trarbach, situé sur la rive droite de la Moselle, et de Traben, sur la rive gauche.
Trarbach fit partie du comté de Sponheim au Moyen Âge. Lors de la guerre de Succession d'Espagne, elle fut prise par les Français en 1701 puis en 1734.
Les deux localités sont réunies pour former un chef-lieu de canton lors de la création du département de Rhin-et-Moselle à la suite des guerres de la Révolution française.
Le négoce des vins de Moselle donne à la ville une forte impulsion économique au XIXe siècle, et à la fin du siècle, Traben devient plus important que Trarbach. En conséquence, Traben cherche à gagner son autonomie dès 1884, mais l'union des deux cités est cependant définitivement scellée en 1904. La ville compte désormais, outre Traben et Trarbach, six autres quartiers: Litzig, Wolf, Bad Wildstein, Rißbach, Kautenbach et Hödeshof.
Les reconstructions qui suivent les deux incendies de 1857 et de 1879 donnent à la ville un visage Jugendstil.

## Économie
Le tourisme et l'activité viticole sont les deux principaux moteurs de l'activité économique locale.

## Lieux et monuments
- Forteresse de Mont-Royal

## Jumelage
La ville est jumelée avec :
- Wangen bei Olten (Suisse),
- Selles-sur-Cher (France).

## Culture
Dans Chroniques et échos, Guillaume apollinaire consacre un chapitre intitulé « Trarbach sur Moselle » dans lequel il vante les mérites de la ville.
Traben-Trarbach est évoquée dans la série Heimat.